# Miranema gracile
Miranema gracile är en rundmaskart. Miranema gracile ingår i släktet Miranema och familjen Dorylaimidae. Inga underarter finns listade i Catalogue of Life.